# ホーエンシュタット
ホーエンシュタット (ドイツ語: Hohenstadt) は、ドイツ連邦共和国バーデン＝ヴュルテンベルク州シュトゥットガルト行政管区のゲッピンゲン郡に属す町村（以下、本項では便宜上「町」と記述する）である。

## 地理

### 位置
ホーエンシュタットは、郡庁所在都市ゲッピンゲンから南に約 18 km、シュヴェービシェ・アルプの海抜 818 m に位置する。これはシュトゥットガルト行政管区で最も高い場所に位置する自治体である。町内の最高地点はボレングルント農地の海抜 837.8 m である。ホーエンシュタット近郊を、北海と黒海とを分ける分水界が通っている。

### 自治体の構成
自治体ホーエンシュタットには、ホーエンシュタット地区とヴァイラーヘーエ農場、廃集落のフォイアーブーフ、ホイドルフ、ヴァルトシュテッテンが属す。

### 隣接する市町村
ホーエンシュタットは、北西はヴィーゼンシュタイク、北と北東はドラッケンシュタイン（ともにゲッピンゲン郡）、東はメルクリンゲン、南東と南はライヒンゲン、南西はヴェスターハイム（以上3市町村はアルプ＝ドナウ郡）と境を接している。

### 土地利用
| 用途                 | 面積 (ha) | 占有率 (%) |
| -------------------- | --------- | ---------- |
| 住宅地               | 17        | 1.5        |
| 商工業地             | 1         | 0.1        |
| レクリエーション用地 | 10        | 0.8        |
| その他市街地         | 38        | 3.3        |
| 交通用地             | 86        | 7.4        |
| 農業用地             | 790       | 67.9       |
| 森林                 | 192       | 16.5       |
| 水域                 | -         | 0.0        |
| その他               | 30        | 2.6        |
| 合計                 | 1164      | 100        |

2022年現在の州統計局のデータに基づく。

## 歴史

### 古代
ホーエンシュタットの町域から、様々な考古学的史料が出土している。この中には、遅くとも紀元前5世紀、あるいはそれよりも3世紀程度遡る可能性が考えられるハルシュタット時代の墓地が含まれる。

### 中世
町内から中世初期アレマン時代の列状墓地が発見されている。861年にはこの集落はヴィーゼンシュタイク修道院の所領の一部であった。中世盛期には貴族やヴィーゼンシュタイク修道院の他にウルスベルク修道院もこの集落に所領を有していた。中世後期になるとミュールハウゼンがヘルフェンシュタイン家の所有となり、ヴィーゼンシュタイク領の一部であった。ヘルフェンシュタイン伯はシュタウフェン朝にはシュヴァーベン公領で最も有力で尊敬された貴族家の1つであった。ヘルフェンシュタイン伯ルートヴィヒ10世は、1483年にホーエンシュタットの半分をドラッケンシュタインの騎士ウルリヒ・フォン・ヴェスターシュテッテンに売却した。この騎士は2年後にこの所領をヴュルテンベルク伯と交換した。

### 近世
近世になっても、ホーエンシュタットのヘルフェンシュタイン伯が保持する部分はヴィーゼンシュタイク家に分割されていた。ヴュルテンベルク部分の住民は、ウルリヒ公の下で1534年に宗教改革がなされ、福音主義に転じた。ヴュルテンベルクは、1586年に所有する部分をヘルフェンシュタイン家にレーエンとして与え、事実上集落全体が再統合されたが、福音主義に転じていた住民たちは引き続きプロテスタントを信仰した。1627年にヘルフェンシュタイン家が断絶した後、この家が所有していたホーエンシュタットの所領はヴィーゼンシュタイク領とともに、2/3 がバイエルン選帝侯領に、1/3 がフュルステンベルク侯領になった。それ以外の部分は、ヘルフェンシュタイン伯家の断絶後レーエンを解消されて、再びヴュルテンベルク公領となった。ヴュルテンベルクがネルトリンゲンの戦いに敗れた後、この集落のヴュルテンベルク部分の福音主義住民たちは1634年にカトリックの信仰を強いられた。これは三十年戦争後も変わらず、ホーエンシュタットの村全体が基本的にカトリックを信仰している。1752年、バイエルン選帝侯はヴィーゼンシュタイク領全域を掌中に収め、したがってホーエンシュタットの半分がその所有下となった。

### 19世紀から20世紀
1806年、陪臣化に伴い、フィルスタール上流域全域がそうであったようにホーエンシュタットもヴュルテンベルク王国領となった。ホーエンシュタットは当初オーバーアムト・ヴィーゼンシュタイクに属したが、3年後にはオーバーアムト・ガイスリンゲンに移された。ナチ時代のヴュルテンベルクの行政改革によりホーエンシュタットはゲッピンゲン郡に編入された。第二次世界大戦後この町はアメリカ占領地区の一部となり、新たに設けられたヴュルテンベルク＝バーデン州に編入された。この州は1952年に現在のバーデン＝ヴュルテンベルク州に再編された。

## 住民

### 宗教
ホーエンシュタットは、変遷に富んだ歴史の結果、カトリックが主流の町である。1748年に建設された聖マルガレータ教区教会は、ロッテンブルク＝シュトゥットガルト司教区ゲッピンゲン＝ガイスリンゲン首席司祭区のオーベレス・フィルスタール司牧会に属している。

### 人口推移
| 時点           | 人口（人） |
| -------------- | ---------- |
| 1837年         | 373        |
| 1907年         | 428        |
| 1939年05月17日 | 421        |
| 1950年09月13日 | 504        |
| 1970年05月27日 | 471        |
| 1983年12月31日 | 561        |
| 1987年05月25日 | 524        |
| 1991年12月31日 | 572        |
| 1995年12月31日 | 643        |
| 2005年12月31日 | 725        |
| 2010年12月31日 | 722        |
| 2015年12月31日 | 817        |
| 2020年12月31日 | 928        |

2012年末から2013年末にこの町を主たる居住地とする人口は741人から850人にまで増加した。これはヴェンドリンゲン - ウルム高速線とそれに伴うシュタインビュールトンネル建設工事によるものである。

## 行政

### 首長
2008年8月10日、ホーエンシュタット住民は新たな町長を選出した。これは前任のクラウス・ロラーがコールベルクの町長に就任したことに伴うものであった。第2回投票でギュンター・リーボルトが 47.13 % の最多得票を獲得したが、次点のベルント・シェーファーとの差はわずか8票（45.22 %）であった。

### 財政状況
2013年末の、町の住民1人あたりの負債額は 634ユーロであった（2012年: 678ユーロ）。

### 紋章
図柄: 赤地。銀の鋸壁の上に飛び出すように姿を現した銀の象。
象は、かつてこの地を治めたヘルフェンシュタイン伯を表している。鋸壁は、たとえばデッギンゲンやヴィーゼンシュタイクといった象を使っている他の紋章と区別するためのものである。町は1948年にこの紋章を確定し、白-赤の旗とともに1960年3月19日に内務省の認可を得た。

## 経済と社会資本

### 交通
ホーエンシュタットは、アウトバーン8号線と臨時出入り口でつながっている。
2022年13月11日のヴェントリンゲン - ウルム高速線（ホーエンシュタット近傍をシュタインビュールトンネルで通過する）開通に伴い、メルクリンゲン - シュヴェービシェ・アルプの駅が開業した。この駅建設にはホーエンシュタットも資金を負担した。

## 文化と見所

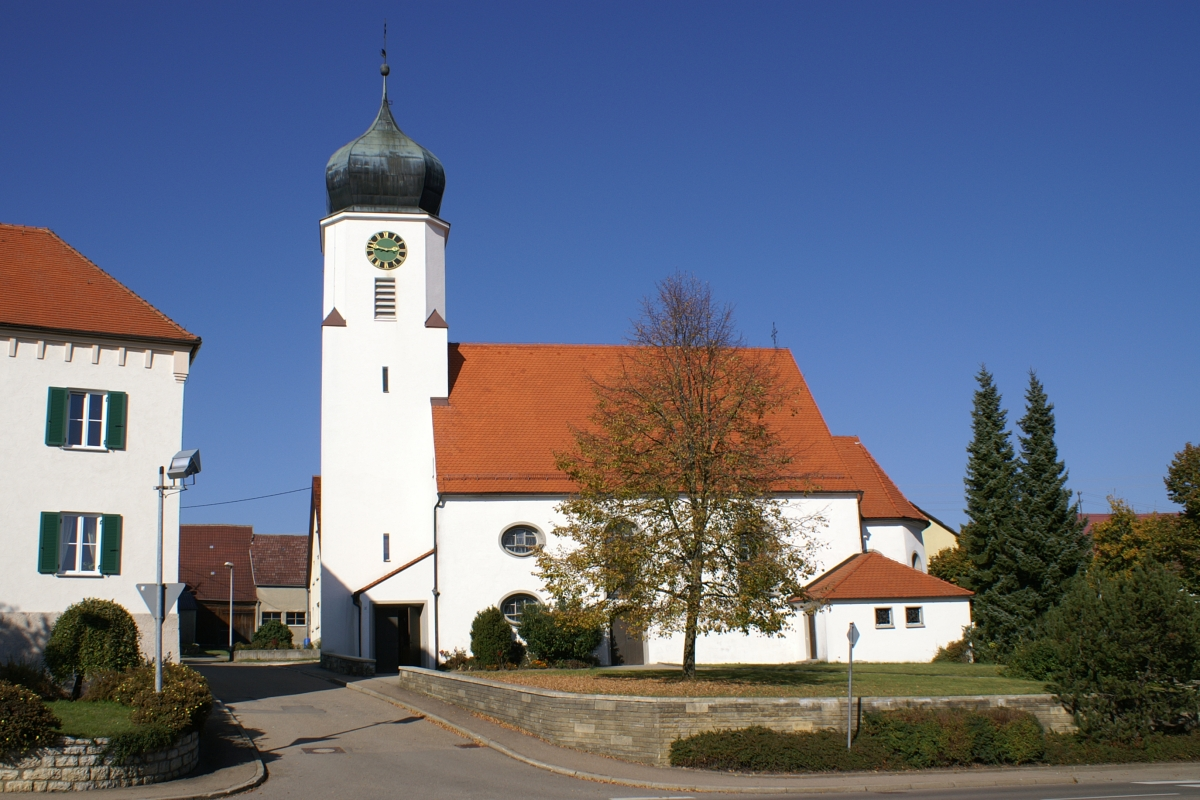
聖マルガレータ教会

### 建築
- カトリックの教区教会 聖マルガレータ教会
- 北緯 48°32'58"、東経 09°40'15" に、1963年から高さ 137 m のアメリカ軍無線中継塔が建っている[6]。

## 関連図書
- Hohenstadt 1842年のオーバーアムトの文書